# Ieri, Goggi e domani
Ieri, Goggi e domani è un varietà televisivo condotto da Loretta Goggi e trasmesso in diretta da Rai 1 a partire dal 12 ottobre 1987 fino al 25 marzo 1988 per 120 puntate alle ore 18:00.

## Il programma
Loretta conduce, per la regia di Gianni Brezza, un rotocalco preserale che si occupa di spettacolo: cinema, teatro, cartoni animati, fumetti, rivista. Si rivivono i momenti gloriosi del mondo dello spettacolo attraverso filmati, gli ospiti in studio raccontano cosa stanno facendo e danno anticipazioni sul futuro immediato.  Nell'ultima settimana del programma la Goggi propone il nuovo LP Donna io donna tu, interamente firmato da Mario Lavezzi, nel quale sono incluse le due sigle Ma prima o poi e  Da qui. Una prima sigla è stata Isolatamente, tratta però dall’album precedente di Loretta, C'è poesia due.
La trasmissione vedeva Giampiero Mughini e Dario Salvatori come ospiti fissi e come inviati Gigi Marzullo, Mimma Nocelli, Vincenzo Mollica, Vittoria Ottolenghi, Rodolfo Di Giammarco, Anna Benassi, Giorgio Guarino, Giuseppe Nava, Sergio Valentini e Pascal Vicedomini.
Del programma fu realizzato anche uno speciale andato in onda nella prima serata del sabato dal titolo
Ieri, Goggi e Domani - Speciale 88.
Il programma ottenne un grande successo, battendo quotidianamente il diretto concorrente Ciao Enrica, condotto da Enrica Bonaccorti su Canale 5 (che verrà in seguito soppresso per bassi ascolti), tanto che la Goggi in quell'annata vinse anche il Telegatto come personaggio televisivo femminile dell'anno.

## Cast tecnico
- Regia: Gianni Brezza
- Autori: Cristina Crocetti, Ludovica Ripa di Meana, Carla Vistarini
- Costumi: Mario Ambrosino, Gianfranco Ferré
- Direzione musicale: Mario Lavezzi
- Sigla finale (ottobre-gennaio): Isolatamente di Loretta Goggi
- Sigla iniziale (da febbraio): Ma prima o poi di Loretta Goggi
- Sigla finale (febbraio-marzo): Da qui di Loretta Goggi